# كيفن تشون
كيفن تشون (بالإنجليزية: Kevin Jeon)‏ (3 سبتمبر 1993 بلوس أنجلوس في الولايات المتحدة - ) هو لاعب كرة قدم أمريكي في مركز الوسط. لعب مع Orange County SC ‏.

## وصلات خارجية
- كيفن تشون على موقع قاعدة بيانات كرة القدم.إي يو (الإنجليزية)